# Барыбин, Михаил Васильевич
Михаил Васильевич Барыбин (1864 — не ранее 1930) — член III Государственной думы от Астраханской губернии, крестьянин.

## Биография
Православный, крестьянин села Теплинского Теплинской волости Красноярского уезда.
Окончил сельскую школу. До 1892 года занимался рыболовством в море, затем до 1902 года был сельским писарем, а в 1902—1907 годах — волостным писарем. С 1894 года состоял почетным блюстителем местного министерского училища.
В 1907 году был избран в члены III Государственной думы от Астраханской губернии съездом уполномоченных от волостей. Входил во фракцию октябристов. Состоял членом комиссий по местному самоуправлению и по рыболовству.
После Октябрьской революции занимался рыболовством. В 1930 году семья Барыбина (жена Елена и дочь Мария) была раскулачена, а сам он обвинен в антисоветской агитации. 28 февраля 1930 года тройкой при ПП ОГПУ Нижне-Волжского края приговорен к 5 годам лишения свободы, замененным высылкой в Северный край. Дальнейшая судьба неизвестна.